# كلية غريشام
كلية غريشام (بالإنجليزية: Gresham College)‏ هي مؤسسة إنجليزية للتعليم العالي في وسط لندن. تأسست سنة 1597 بوصية من السير توماس غريشام، ويُعقد بها اليوم ما يزيد على 140 محاضرة مجانية عامة سنويًا.
في 28 نوفمبر 1660 شهدت كلية غريشام اجتماعًا ضم إثنى عشر رجلًا ـ من بينهم كريستوفر رن وروبرت بويل وجون ويلكنز والسير روبرت موراي ـ وأسفر عن تأسيس الكيان العلمي الذي عُرف لاحقًا بالجمعية الملكية، وقد ظلت الجمعية الملكية تتخذ من كلية غريشام مقرًا لها حتى سنة 1710.